# Plac Ratuszowy w Kołobrzegu
Plac Ratuszowy w Kołobrzegu (do 1945 r. niem. Marktplatz) – prostokątny plac na terenie Starego Miasta w Kołobrzegu. Do Rynku prowadzi pięć ulic – do południowo-wschodniego narożnika ulica Emilii Gierczak, do północno-wschodniego Giełdowa, do północno-zachodniego Ratuszowa, a do narożnika południowo-zachodniego Gabriela Narutowicza. Ponadto plac od południowego wschodu ogranicza ulica Armii Krajowej.

## Historia

### Przed II wojną światową

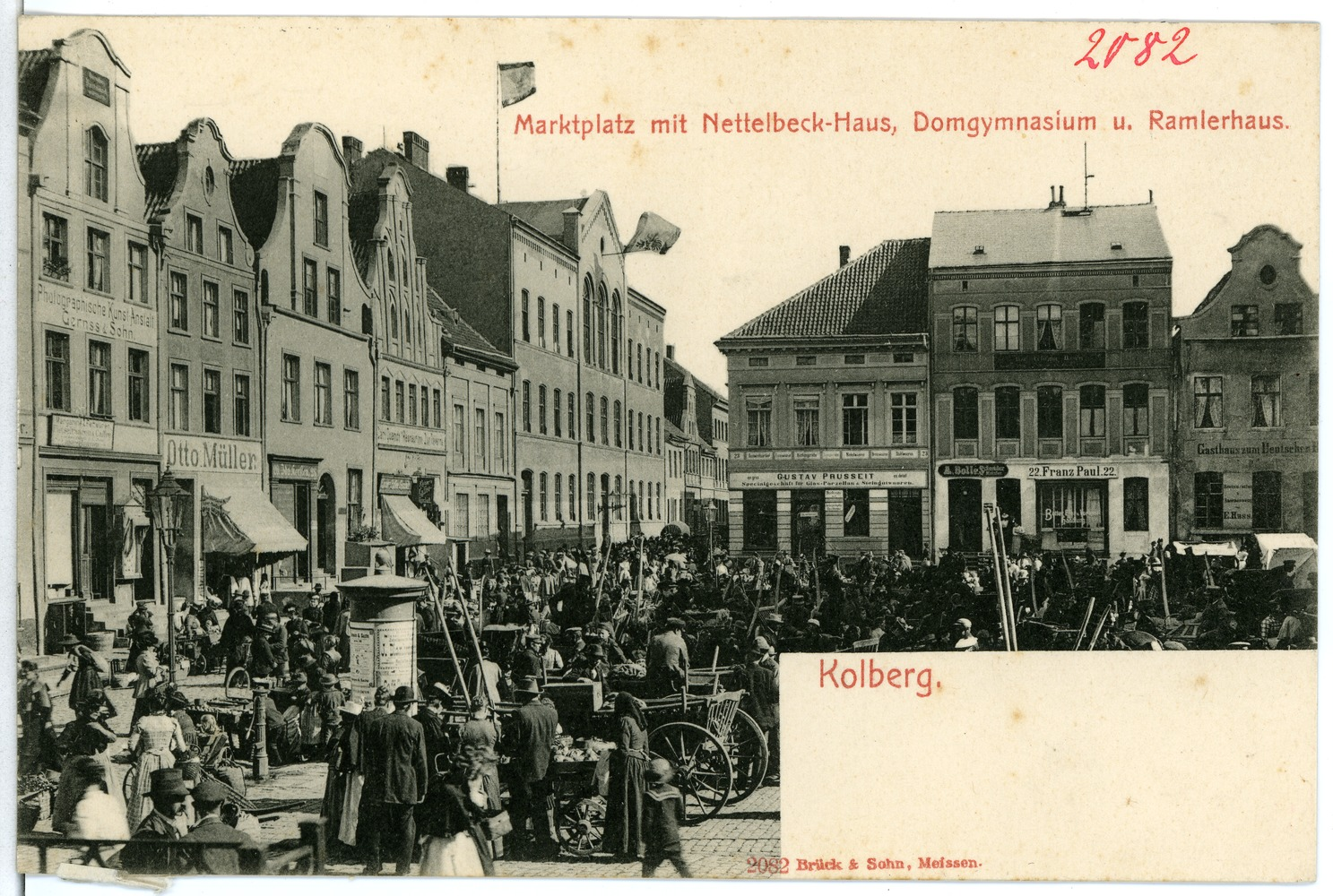
Marktplatz, w głębi dzisiejszy budynek Urzędu Miasta

Rynek wytyczono w 1255 r. w związku z lokacją miasta. Na jego środku wzniesiono w 1364 r. gotycki budynek ratusza miejskiego. W czasie ostrzału miasta w trakcie francuskiego oblężenia ratusz uległ zniszczeniu i w 1826 r. został wyburzony. Dwa lata później w jego miejscu powstał nowy gmach w stylu neogotyckim. Wszystkie pierzeje rynku zabudowano kilkupiętrowymi kamienicami. W 1914 r. kamienice przy narożniku z ulicą Giełdową zostały wyburzone, a na ich miejscu rostocki kupiec Gustaw Zeeck wybudował dom handlowy. 

### Czas PRL
Zabudowa rynku (poza ratuszem) uległa silnym zniszczeniom w trakcie walk między wojskiem niemieckim a wojskami polskim i radzieckim podczas bitwy o Kołobrzeg. Po II wojnie światowej ruiny zabudowań rozebrano, pozostawiając jedynie nieuszkodzony ratusz, jedną kamienicę z pierzei południowo-zachodniej w pobliżu narożnika ulic Armii Krajowej i Narutowicza, szkielet domu towarowego Zeecka i dwie przylegające do niego kamienice: nr 2 (odbudowana w zmienionej postaci) i nr 1 (dawny Dom Partii, dzisiejsze starostwo). Kamienice te odbudowano w zmienionej postaci. W 1967 r. ruiny domu towarowego zrównano z ziemią a na ich miejscu powstał gmach filii warszawskiej Fabryki Podzespołów Radiowych Elwa. Po 1973 r. rozebrano wolnostojącą kamienicę w pierzei południowo-zachodniej. Prostopadle do linii dawnej pierzei południowo-wschodniej powstały kilkupiętrowe bloki kryte płaskimi dachami.  

### Po roku 1989
Na przełomie lat 80. i 90. XX wieku rozpoczęto przy rynku budowę spółdzielczego osiedla Nowa Starówka. Jako pierwszą stylizowanymi kamienicami zabudowano pierzeję południowo-zachodnią. Potem kamienice zbudowano jeszcze w pierzei południowo-wschodniej, zasłaniając bloki. Nie odbudowano pierzei północno-zachodniej, na jej miejscu znajduje się skwer Miast Partnerskich. W 2005 r. otwarto postmodernistyczną Galerię Hosso w zmodernizowanym budynku dawnej Elwy. 

## Galeria

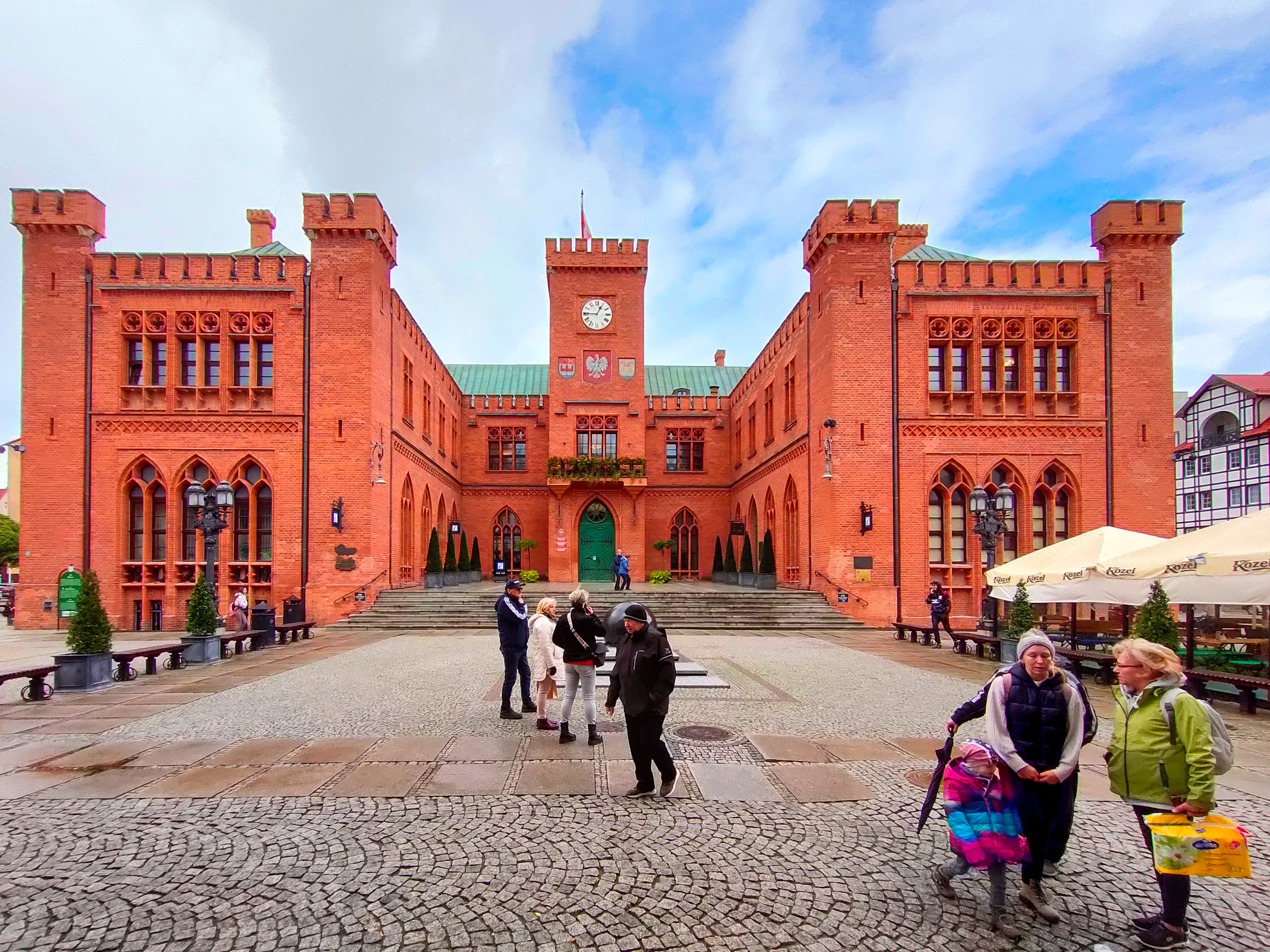
Kołobrzeski ratusz
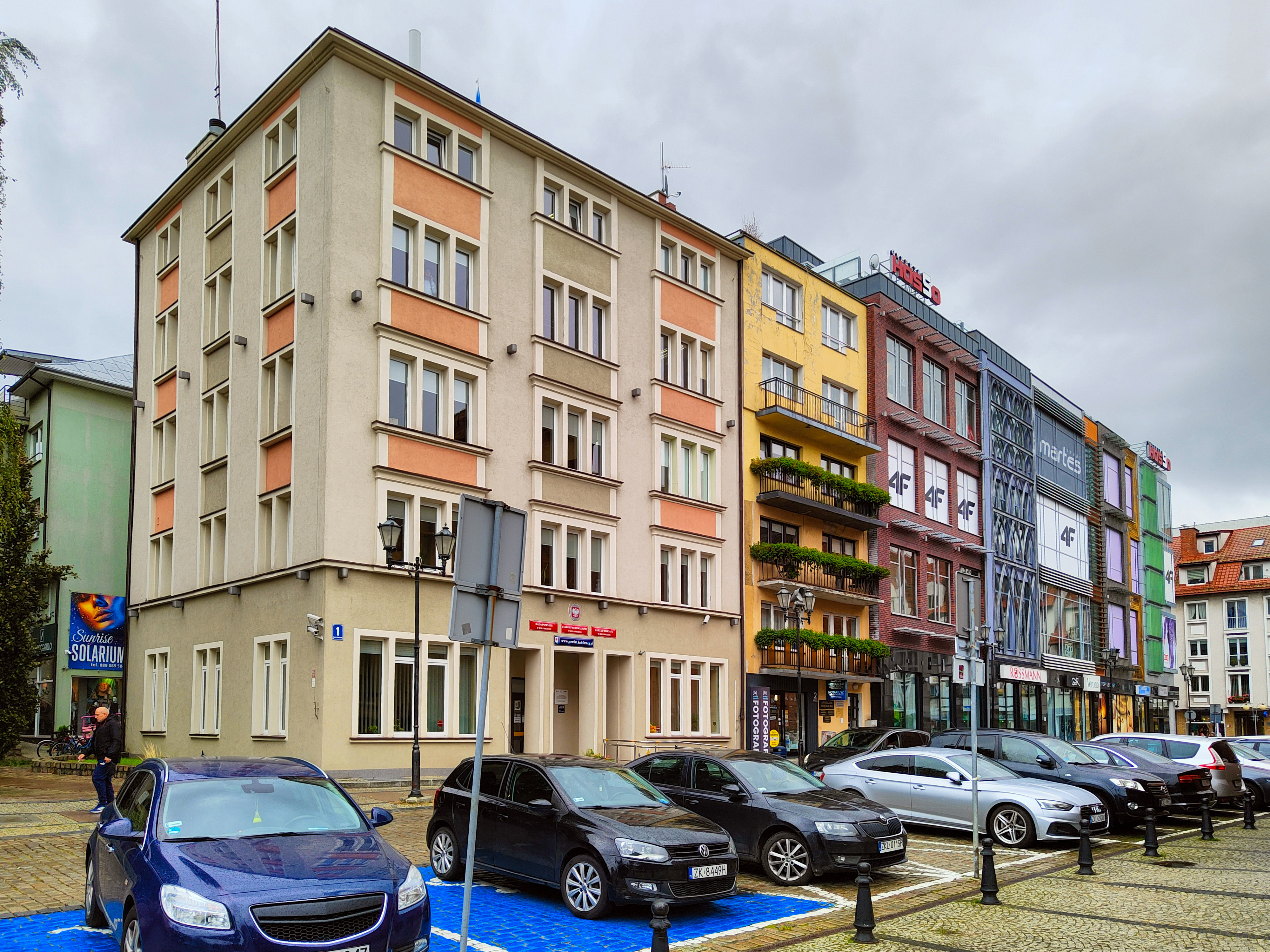
Pierzeja północno-wschodnia z dwiema przedwojennymi kamienicami (po przebudowie)
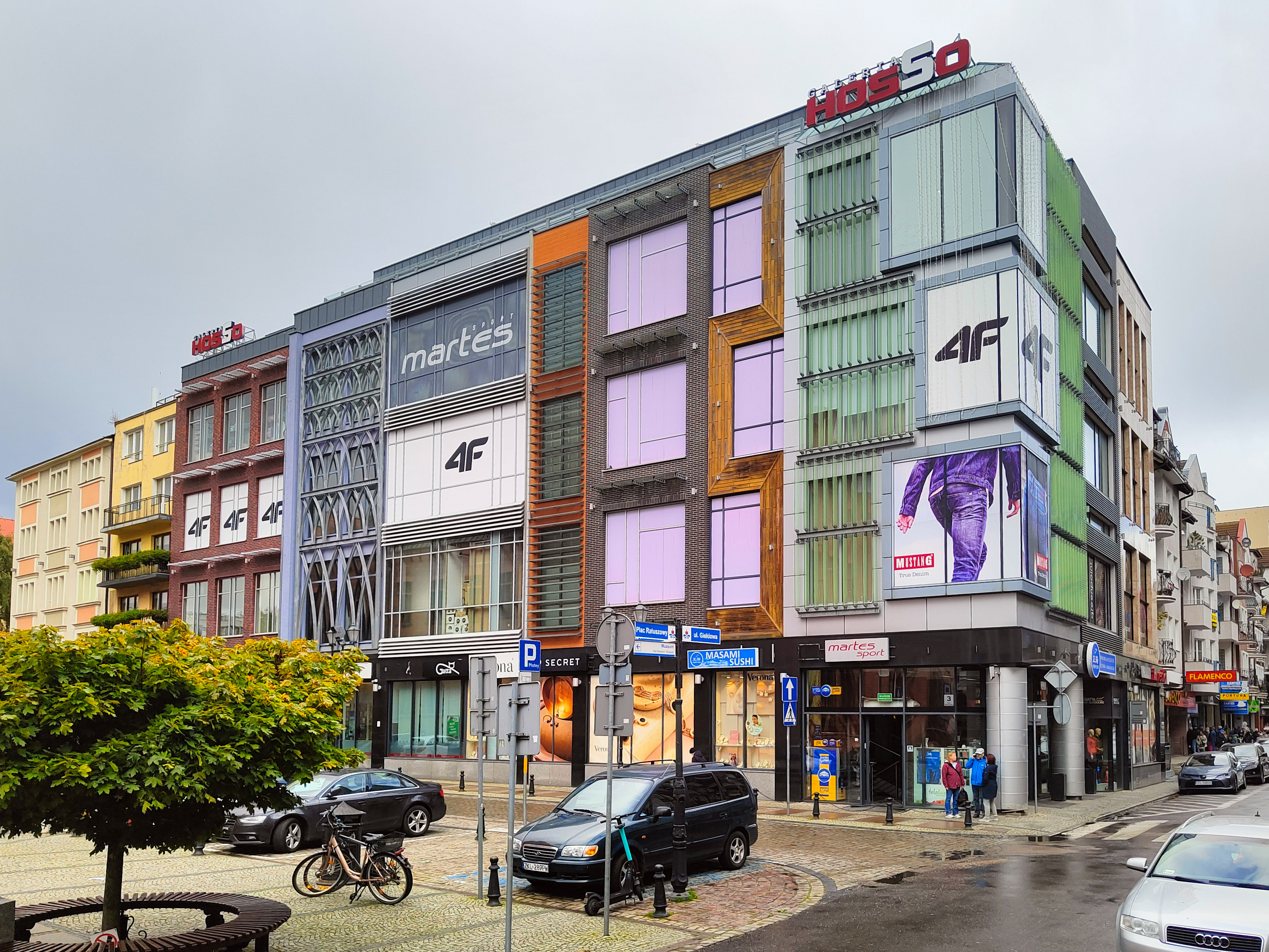
Galeria Hosso, dawniej Elwa
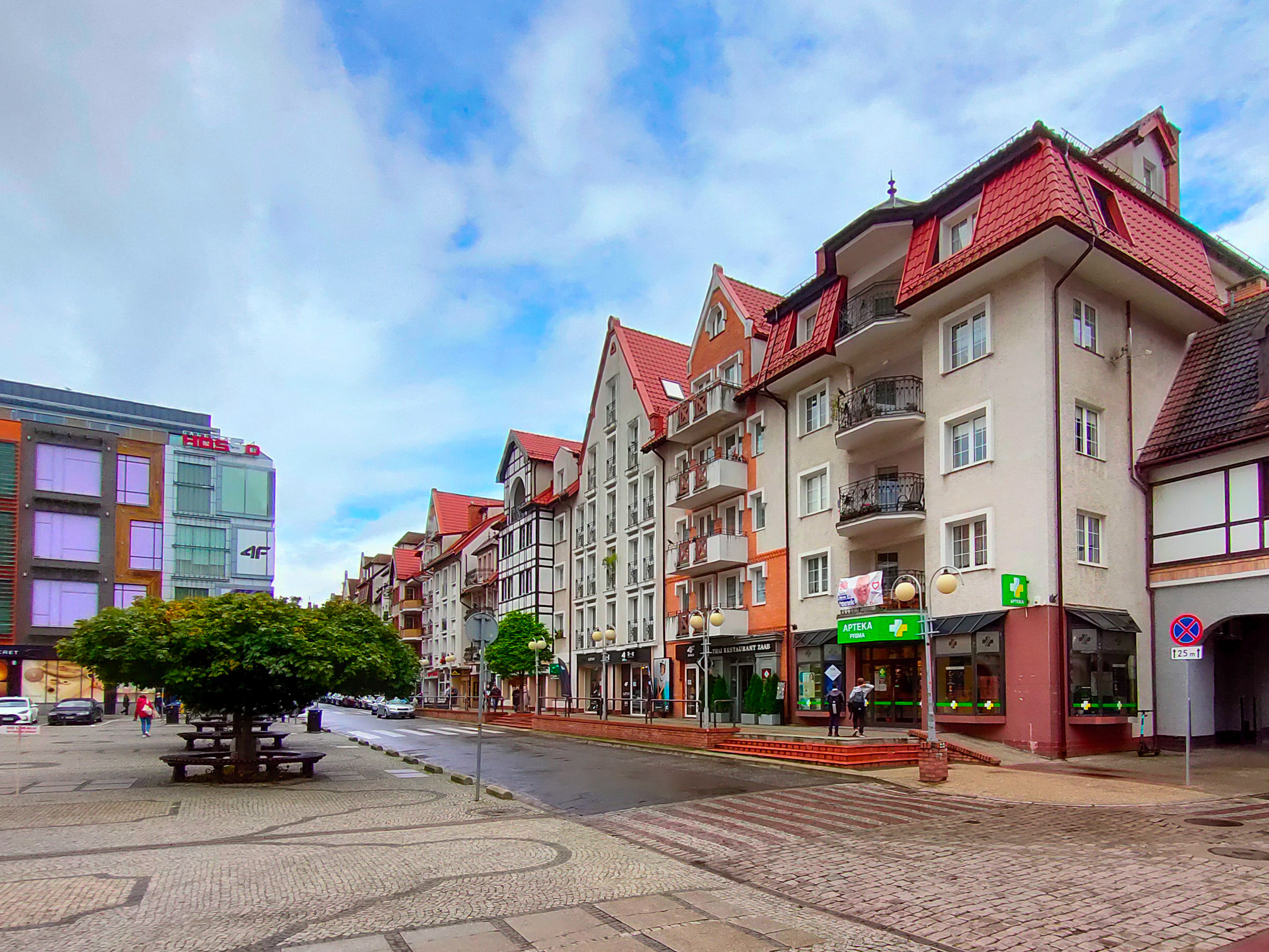
Pierzeja południowo-wschodnia
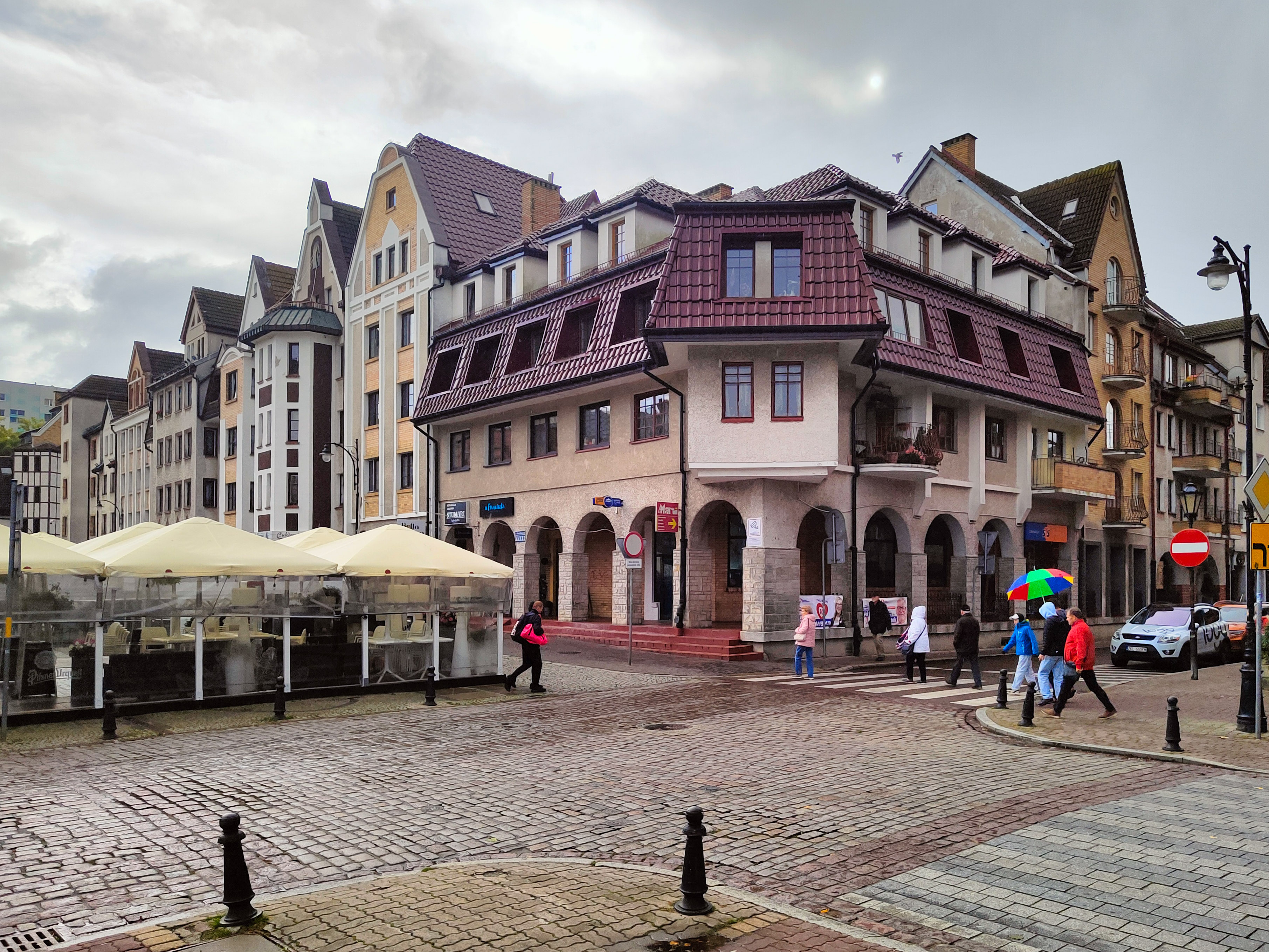
Pierzeja południowo-zachodnia
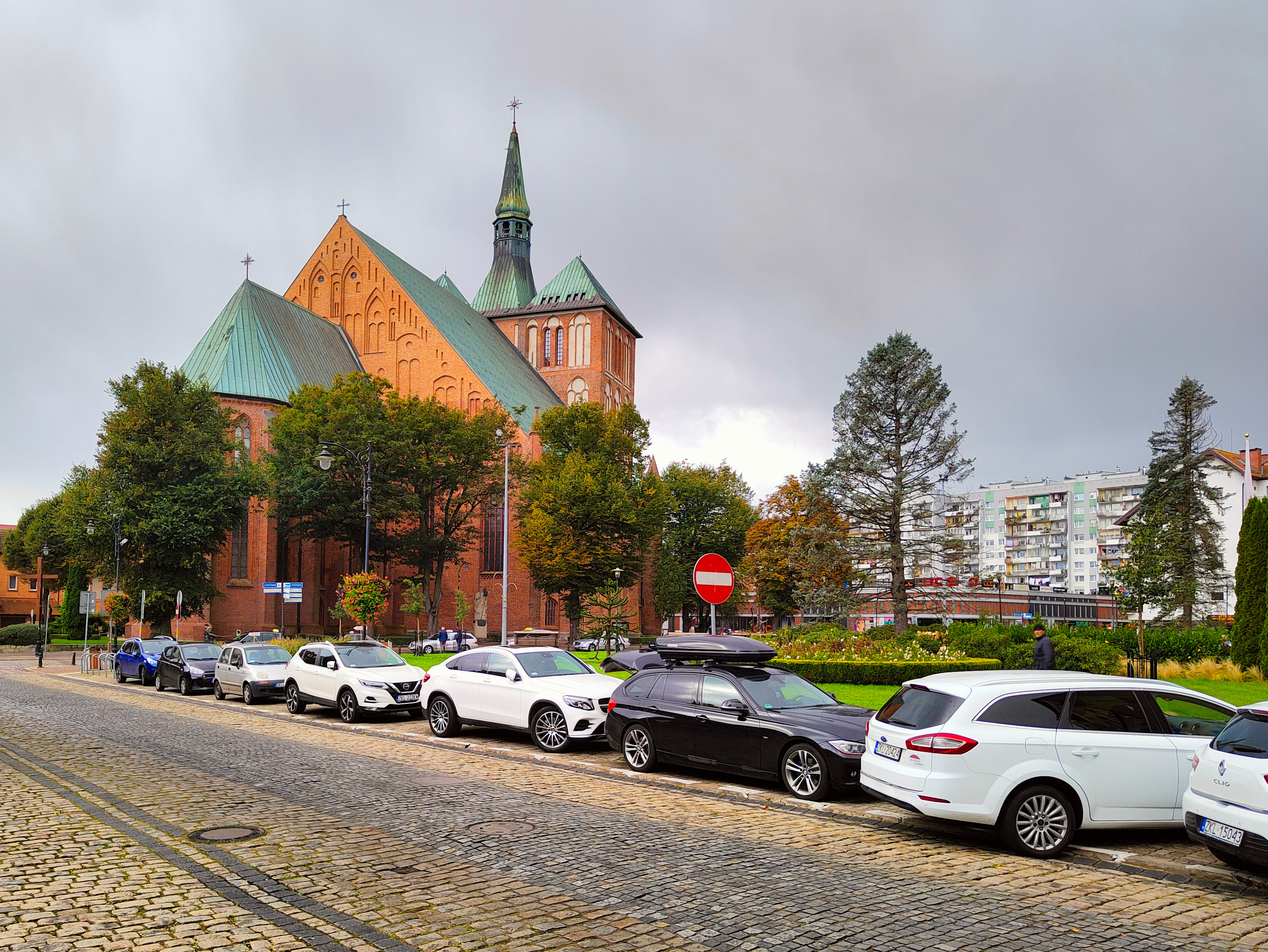
Pusty plac po pierzei północno-zachodniej